# La città che aveva paura
La città che aveva paura (The Town That Dreaded Sundown) è un film slasher del 1976, diretto da Charles B. Pierce.
All'epoca dell'uscita, venne classificato dalla MPAA con un visto censura Restricted per le numerose scene di violenza e sanguinolente.

## Trama
(Frase con cui si aprono i titoli di testa.)
Il capitano di polizia J.D. Morales è in cerca di un misterioso assassino che da alcuni mesi terrorizza gli abitanti di Texarkana. Durante le turbolente indagini viene colpito dalla bella Helen Reed, ma proprio lei sarà l'ultima vittima di un assassino mai svelato.

## Soggetto
Il soggetto è liberamente ispirato ad avvenimenti realmente accaduti nella località di Texarkana, in Texas, durante il 1946. L'assassino seriale ottenne i soprannomi di "Killer fantasma" e "Fantasma di Texarkana", mentre il caso giudiziario aperto fu ribattezzato "Omicidi al chiaro di luna di Texarkana" (en. Texarkana Moonlight Murders).
Il periodo d'azione dell'assassino fu in un arco compreso dal 23 febbraio al 4 maggio 1946, date del primo e ultimo omicidio, per un totale di cinque vittime e tre tentati omicidi. I sospetti ricaddero su Youell Swinney, ma l'uomo non fu mai ufficialmente indagato per il fatto.

## Sequel
Il film ha avuto un sequel, intitolato The Town That Dreaded Sundown, diretto nel 2014 da Alfonso Gomez-Rejon e interpretato fra gli altri da Addison Timlin, Travis Tope, Spencer Treat Clark, Ed Lauter, Veronica Cartwright, Gary Cole, Anthony Anderson, Joshua Leonard, Edward Herrmann.

## Curiosità
Il film in Italia è conosciuto anche col titolo "Il terrore arriva al tramonto".